# John Eldredge
John Eldredge (ur. 6 czerwca 1960) – amerykański pisarz ewangelikalny.
Po przebadaniu różnych religii, mistyki wschodniej, filozofii Laozi i ruchu New Age, odkrył dla siebie prace Francisa Schaeffera, którego nazwał później największym filozofem XX wieku. Dzięki Schaefferowi Eldredge poznał Chrystusa i wstąpił do Kościoła.
Obecnie wraz z żoną Stasi i trzema synami mieszka w Kolorado. Jest założycielem i dyrektorem Ransomed Heart Ministries w Colorado Springs.

## Publikacje
- Święty Romans: Jak Znaleźć się Bliżej Bożego Serca (The Sacred Romance: Drawing Closer to the Heart of God) (1997)
- Dzikie serce: Tęsknoty Męskiej Duszy (Wild at Heart: Discovering the Secret of a Man's Soul); Poznań 2001, Wydawnictwo W drodze;
- Dzikie serce: Ćwiczenia w drodze (Wild at Heart Field Manual: A Personal Guide to Discover the Secret of Your Masculine Soul) (2002)
- Podróż Pragnień: W poszukiwaniu życia, o jakim marzyliśmy (The Journey of Desire: Searching for the Life We've Only Dreamed of) (2001)
- The Journey of Desire: The Participant's Guide (2001)
- Podróż Pragnień - Dziennik i Przewodnik (The Journey of Desire Journal & Guidebook: An Expedition to Discover the Deepest Longings of Your Heart) (2002)
- Pełnia serca (Waking the Dead: The Glory of a Heart Fully Alive) (2003)
- A Guidebook to Waking the Dead: Embracing the Life God Has for You (2003)
- Opowieść. Opowieść Boga i Rola, Jaką Masz w Niej do Odegrania (Epic: The Story God Is Telling') (2004)
- Epic: Church Kit (2007)
- Urzekająca: Odkrywanie Tajemnic Kobiecej Duszy (Captivating: Unveiling the Mystery of a Woman's Soul) (2005)
- Urzekająca: Dziennik Osobisty (Captivating Study Guide: Unveiling The Mystery of a Woman's Soul) (2007)
- Żyć mocniej (The Ransomed Heart: A Collection of Devotional Readings) (2005)
- Droga Dzikiego Serca (The Way of the Wild Heart: A Map for the Masculine Journey) (2006)
- Desire: The Journey We Must Take to Find the Life God Offers (2007)
- Walking with God: Talk to Him. Hear from Him. Really. (2008)
- Dziennik Pokładowy (A Personal Guide to Walking with God) (2008)
- Fathered by God (2009)
- Miłość i Wojna: Jak Znaleźć Małżeństwo o Jakim Marzymy (Love and War: Finding the MarriageYou've Dreamed of) (2009)
- Piękny Banita (Beautiful Outlaw: Experiencing the Playful, Disruptive, Extravagant Personality of Jesus) (2011)
- Pełna Ulga w Świętości (The Utter Relief of Holiness: How God's Goodness Frees Us From Everything that Plagues Us) (2013), 2014- nowy tytuł:Free to Live.The Utter Relief of Holiness
- Zabijanie lwów: Szalona przygoda stawania się mężczyzną (Killing Lions: A Guide Through the Trials Young Men Face) (2014)
- Przenosić góry: Modlitwa pełna pasji, wiary i mocy (Moving Mountains: Praying with Passion, Confidence and Authority) (2016)
- Dzikie serce: Tęsknoty Męskiej Duszy (Wild at Heart: Discovering the Secret of a Man's Soul); Poznań 2019, wydanie III rozszerzone Wydawnictwo W drodze; ISBN 978-83-7906-372-7